# Dario Grava
Dario Grava (ur. 11 grudnia 1948 w Claut) – francuski piłkarz występujący na pozycji obrońcy.

## Kariera klubowa
Swoją karierę rozpoczął w amatorskim FC Neuweg. W 1967 w związku z poborem do wojska przeszedł do Bataillon de Joinville, czyli drużyny francuskiej armii grającej w Division 2. W trakcie sezonu 1968/1969 przeniósł się stamtąd do RC Strasbourg. W Division 1 zadebiutował 19 stycznia 1969 w wygranym 4:0 pojedynku z SEC Bastia, a 5 kwietnia 1969 w zremisowanym 1:1 meczu z AC Ajaccio strzelił swojego pierwszego gola w tych rozgrywkach. W sezonie 1970/1971 spadł z klubem do Division 2, ale już w następnym awansował z nim z powrotem do Division 1.
W 1973 odszedł do ligowego rywala, zespołu OGC Nice, a w sezonie 1975/1976 wywalczył z nim wicemistrzostwo Francji. W 1977 przeniósł się do klubu SR Haguenau, z którym w sezonie 1977/1978 spadł z Division 2 do Division 3. W kolejnych latach występował jeszcze w drużynie AS Strasbourg, z którą awansował z kolei z Division 4 do Division 3. W 1983 zakończył tam karierę.
W barwach RC Strasbourg oraz OGC Nice rozegrał łącznie 200 spotkań i zdobył cztery bramki w Division 1.

## Kariera reprezentacyjna
W reprezentacji Francji wystąpił jeden raz, 13 października 1973 w przegranym 1:2 towarzyskim meczu z RFN.
W 1968 został powołany do kadry na letnie igrzyska olimpijskie i zagrał na nich w spotkaniu z Kolumbią (1:2), Francja zaś osiągnęła ćwierćfinał turnieju.